# Adolescent Sex
Adolescent Sex är debutalbumet av den brittiska new wave-gruppen Japan utgivet 1978. Med sin blandning av glamrock, funk, elektronisk musik och punkens energi skiljer det sig från det mesta av gruppens senare material.
Albumet blev ingen framgång i hemlandet där gruppen hade den brittiska musikpressen emot sig. Det fick ett bättre mottagande i Nordamerika och Europa, men den största framgången kom i Japan där albumet sålde i hundra tusen exemplar den första veckan efter utgivningen. Vid slutet av året röstades de även fram till en andra plats i en omröstning om "bästa utländska grupp" i Japan. 1979 blev titellåten Adolescent Sex en topp 30-hit på den nederländska singellistan där den nådde 27:e plats.
År 2004 återutgavs Adolescent Sex på CD med fyra musikvideos som bonusspår.

## Låtförteckning
Alla låtar är skrivna och komponerade av David Sylvian, förutom "Don't Rain on My Parade" av Jule Styne och Bob Merrill. 
| 1. | Transmission            | 4:46 |
| 2. | The Unconventional      | 3:02 |
| 3. | Wish You Were Black     | 4:49 |
| 4. | Performance             | 4:36 |
| 5. | Lovers on Main Street   | 4:09 |
| 6. | Don't Rain on My Parade | 2:54 |

| 7.  | Suburban Love   | 7:27 |
| 8.  | Adolescent Sex  | 3:46 |
| 9.  | Communist China | 2:44 |
| 10. | Television      | 9:15 |

| 11. | Don't Rain on My Parade (video)  |  |
| 12. | Communist China (video)          |  |
| 13. | Adolescent Sex (video)           |  |
| 14. | Adolescent Sex (rare alt. video) |  |

## Medverkande
Japan
- David Sylvian – sång, kompgitarr
- Rob Dean – gitarr, bakgrundssång
- Richard Barbieri – keyboards, bakgrundssång
- Mick Karn – basgitarr, bakgrundssång
- Steve Jansen – trummor, bakgrundssång, percussion

övriga
- Ray Singer – producent, bakgrundssång